# Faujasita-Na
La faujasita-Na es la especie de la serie de la faujasita en la que el sodio es el catión intercambiable dominante. Pertenece a la clase de los tectosilicatos y dentro de estos del grupo de las zeolitas. Fue identificada como una nueva especie por Damour, en ejemplares procedentes de las canteras de Limberg, en Kaiserstuhl, Baden-Württemberg (Alemania), que consecuentemente es su localidad tipo. El nombre es un homenaje a Barthélemy Faujas de Saint-Fond, geólogo francés que escribió sobre el origen de los volcanes.

## Propiedades físicas y químicas
La faujasita-Na es la más abundante de las faujasitas, conociéndose también las especies en las que el catión intercambiable dominante es el calcio o el magnesio. Además puede aparecer también potasio, aunque no se han encontrado hasta el momento ejemplares en los que éste sea el catión intercambiable dominante. También presenta cierta variabilidad en el contenido de silicio y aluminio. Se encuentra generalmente como microcristales incoloros de morfología octaédrica, que aparecen frecuentemente maclados según la ley de la espinela.

## Yacimientos
La faujasita-Na es una zeolita bastante rara, conocida en alrededor de una docena de localidades en todo el mundo. Los ejemplares más conocidos son los de la localidad tipo, en la que aparece como microcristales en cavidades en una limburgita. También se ha encontrado como microcristales en la cantera Poudrette, en Mont Saint-Hilaire, Montérégie, Quebec, (Canadá). En España se encuentra como microcristales en cavidades de la pumita en un afloramiento en El Médano, Granadilla de Abona, isla de Tenerife (Islas Canarias) y también, en la misma isla, en una cantera en Cueva Bermeja, Santa Cruz de Tenerife.